# Ceraptila
Ceraptila é um gênero de traça pertencente à família Arctiidae.